# Castanea

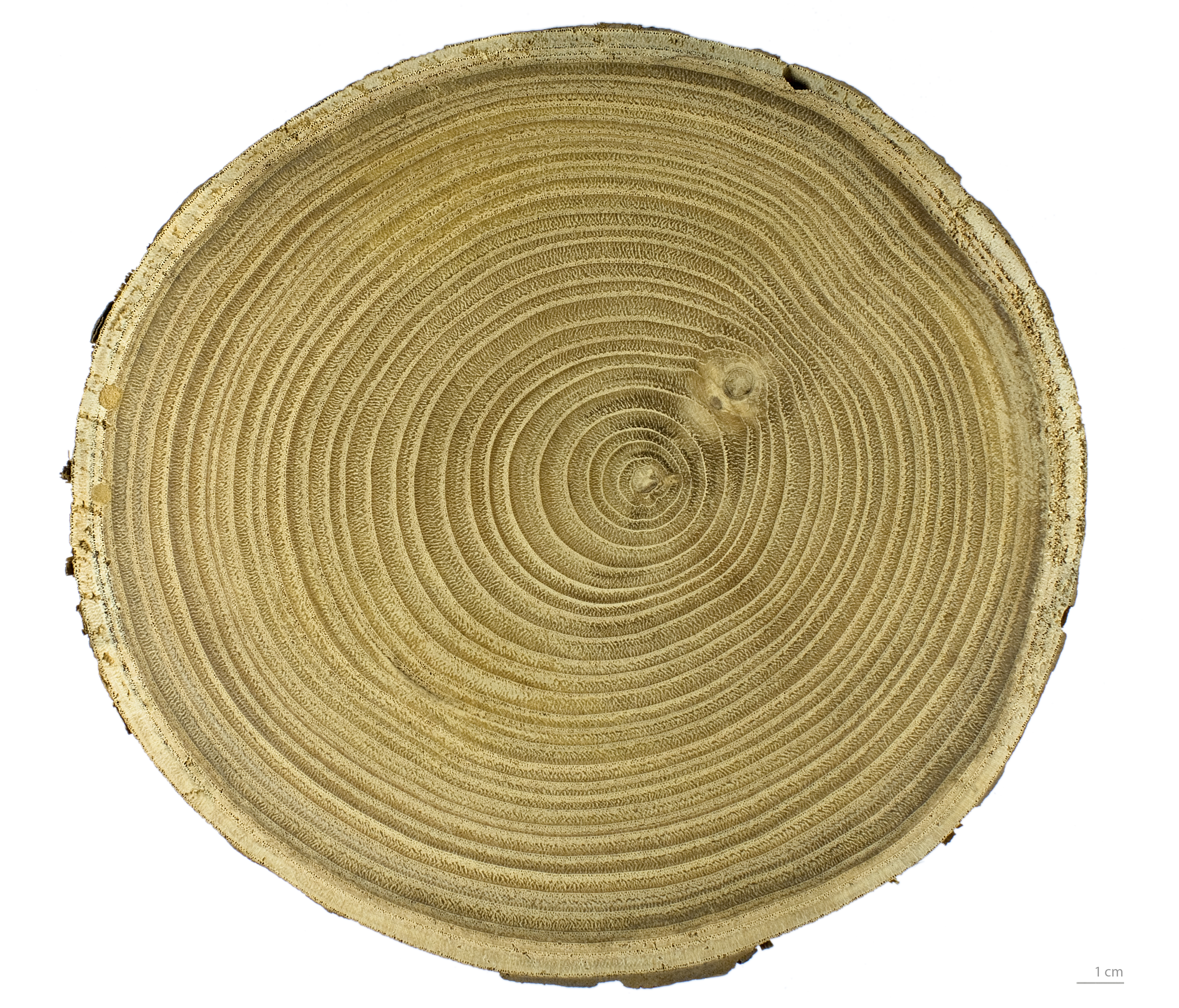
Castanea sativa

Castanea és un gènere de plantes amb flor de l'ordre Fagales. Tot i que en català la paraula castanyer es refereix només a l'espècie europea d'aquest gènere (Castanea sativa) de vegades s'aplica de forma genèrica a qualsevol arbre del gènere.

## Característiques
Són arbres caducifolis que es troben a les zones temperades del món. La majoria de castanyers són arbres grans, de 20 a 40 metres d'alçaria, però algunes espècies són de la mida d'un arbust.
Les fulles dels castanyers són simples, de forma ovalada o de punta de llança i d'una longitud que va des dels 10 fins als 30 centímetres i una amplada de 4 a 10. La flor apareix a la meitat des de finals de primavera a principis d'estiu. Es troben disposades en llargs aments que només porten flors masculines. Les flors femenines que són les que evolucionen cap a un fruit, i es troben en petits grups. Del nèctar de les flors femenines se n'obté una mel foça apreciada que si compleix les condicions de proporció mínima pot ser considerada mel monofloral.
El fruit, la castanya, és una càpsula espinosa en cúpula que fa entre 5 i 11 centímetres de diàmetre i conté de 2 a 7 castanyes.
Les castanyes són fruits comestibles, força apreciats a la gastronomia d'alguns països, tot i que de vegades es consideren "menjar de pobre". També es valora molt la fusta dels arbres. Un cas especial es refereix a la construcció de botes per a vi, vinagre, aiguardents i cervesa.
L'única espècie que es troba de manera natural a les nostres contrades és el castanyer mediterrani, castanyer europeu o arbre de la castanya (Castanea sativa), que és també l'unica espècie originària d'Europa.
D'altres es troben des de la Xina, Sibèria i a l'Amèrica del Nord fins als Andes.
El castanyer americà (Castanea dentata), arbre predominant a la costa est dels Estats Units, ha estat pràcticament exterminat a causa d'una plaga del fong Cryphonectria parasitica. El castanyer mediterrani també és susceptible a patir aquest tipus d'infecció, però en menor mesura. Les espècies de castanyers més resistents a aquest fong són les asiàtiques, especialment el castanyer japonès (Castanea crenata) i el castanyer xinès (Castanea mollissima).
Els castanyers d'Índia no pertanyen a aquest gènere.

## Taxonomia
| Tàxons                                           | sinònims (i subtàxons inclosos) | nom català | Distribució (WGSRPD) | Forma vital (f.v.); alçària (h) |
| ------------------------------------------------ | --- | --- | --- | ------------------------------- |
| Castanea _Mill.                                  | Fagus-castanea Marshall, nom. inval. | castanyer candela [amnt], castanya [frut], castanya [semn], pelló [cupl] | |                                 |
| Castanea coudercii, Castanea × coudercii A.Camus | Castanea crenata × C. sativa | castanyer de Couderc, castanyer híbrid | cult, | Phan                            |
| Castanea crenata Siebold & Zucc.                 | Castanea chinensis Hassk., Castanea crenata Mill., Castanea japonica Blume, Castanea pubinervis (Makino) C.K.Schneid., Castanea stricta Siebold & Zucc., Castanea vesca Blume, Castanea vulgaris Schneider                                | castanyer del Japó, castanyer japonès | c12 Eur-SW (cFra, cICor, cEsp, cPor), c13 Eur-SE, c36 Xina, 38 As-E, c38 As-E, c7 EUA, cult, | Phan; 10-15 m                   |
| Castanea crenata f. pendula (Miyoshi) Sugim.     | Castanea crenata var. pendula Miyoshi | castanyer del Japó desmai | |                                 |
| Castanea dentata (Marshall) Borkh.               | Castanea americana (Michx.) Raf. | castanyer americà | 72 Can-E, 74 EUA-CN, 75 EUA-NE, 78 EUA-SE, | Phan; 5-30 m                    |
| Castanea henryi (Skan) Rehder & E.H.Wilson       | Castanea vilmoriniana Dode, Castanopsis henryi Skan | castanyer de Henry [pr], castanyer de la Xina 2 | 36 Xina, | Phan; 30 m                      |
| Castanea mollissima Blume                        | Castanea bungeana Blume, Castanea duclouxii Dode, Castanea formosana (Hayata) Hayata, Castanea hupehensis Dode, Castanea sativa var. mollissima (Blume) Pamp., Castanea sinensis Perr., nom. nud., Castanea vulgaris var. yunnanensis Fr. | castanyer de la Xina, castanyer xinès | 36 Xina, 38 As-E, 40 SubcInd?, [74 EUA-CN, [75 EUA-NE, [78 EUA-SE, [81 Carib, | Phan; 20 m                      |
| Castanea neglecta, Castanea ×neglecta Dode       | Castanea dentata × C. pumila | xinquapín híbrid | 75 EUA-NE, 78 EUA-SE, | Phan                            |
| Castanea ozarkensis Ashe                         | Castanea alabamensis Ashe, Castanea arkansana Ashe, Castanea pumila var. ozarkensis (Ashe) G.E.Tucker | castanyer d'Ozark | 74 EUA-CN, 77 EUA-CS, 78 EUA-SE, | Nphan, Phan; 6-15 m             |
| Castanea phansipanensis A. Camus                 | - | castanyer de Fansipan | 41 Indox, |                                 |
| Castanea pumila (L.) Mill.                       | Castanea alnifolia Nutt., Castanea ashei (Sudw.) Sudw. ex Ashe, Castanea chincapin K.Koch, Castanea floridana (Sarg.) Ashe. Castanea nana Muhl., Castanea paucispina Ashe                                                                 | castanyer dels Allegheny [pr], castanyer de Florida (C. alnifolia), castanyer de Virgínia, castanyer nan, xinquapín                                                                              | 74 EUA-CN, 75 EUA-NE, 77 EUA-CS, 78 EUA-SE, cult, | Nphan, Phan; 3-15 m             |
| Castanea sativa Mill.                            | Castanea vesca Gaertn., nom. superfl., Castanea vulgaris Lam., nom. superfl., Fagus castanea L. | castanyer comú [pr], castanyer [pr], castanyer europeu, arbre de castanya, castanyer mediterrani, castanyer de llevar [prod-frut] candela [amnt], castanya [frut], castanya [semn], pelló [cupl] | c10 Eur-N, 11 Eur-C, nc11 Eur-C, nc12 Eur-SW ([Fra, [ICor, [ISar, [PCat, [PVal, [Esp, [Por), 13 Eur-SE, nc13 Eur-SE, c14 Eur-E, c20 Afr-N, c21 Macar, 33 Cauc, c33 Cauc, 34 As-W, c34 As-W, nc40 SubcInd, [81 Carib, [85 AmSud-S, | Phan; 15-35 m                   |
| Castanea seguinii Dode                           | Castanea davidii Dode | castanyer de Séguin | 36 Xina, | Nphan, Phan; 12 m               |

WGSRPD = World Geographical Scheme for Recording Plant Distributions - Sistema geogràfic mundial per al registre de la distribució de les plantes.
n, natz = naturalitzada, subespontània;  c, cult = cultivada;  [... = introduïda (sense especificar);  
Forma vital (g = alçària de les gemmes persistents) Forma vital de Raunkiær, WCSP, Flora dels Països Catalans, ...}.
f.v.: Phan = Phanerophyta (macro-faneròfits; g > 2-3 m);  Nphan = Nanophanerophyta (nanofaneròfits; 2-3 > g > 0,2-0,5 m); 
Alçària (h): alçària total de l'arbre o de la planta (m)
[pr]: nom preferent;  [amnt]: ament;  [frut]: fruit;  [semn]: llavor;  [cupl]: cúpula, involucre;  [prod-frut]: producció de fruit

## Galeria

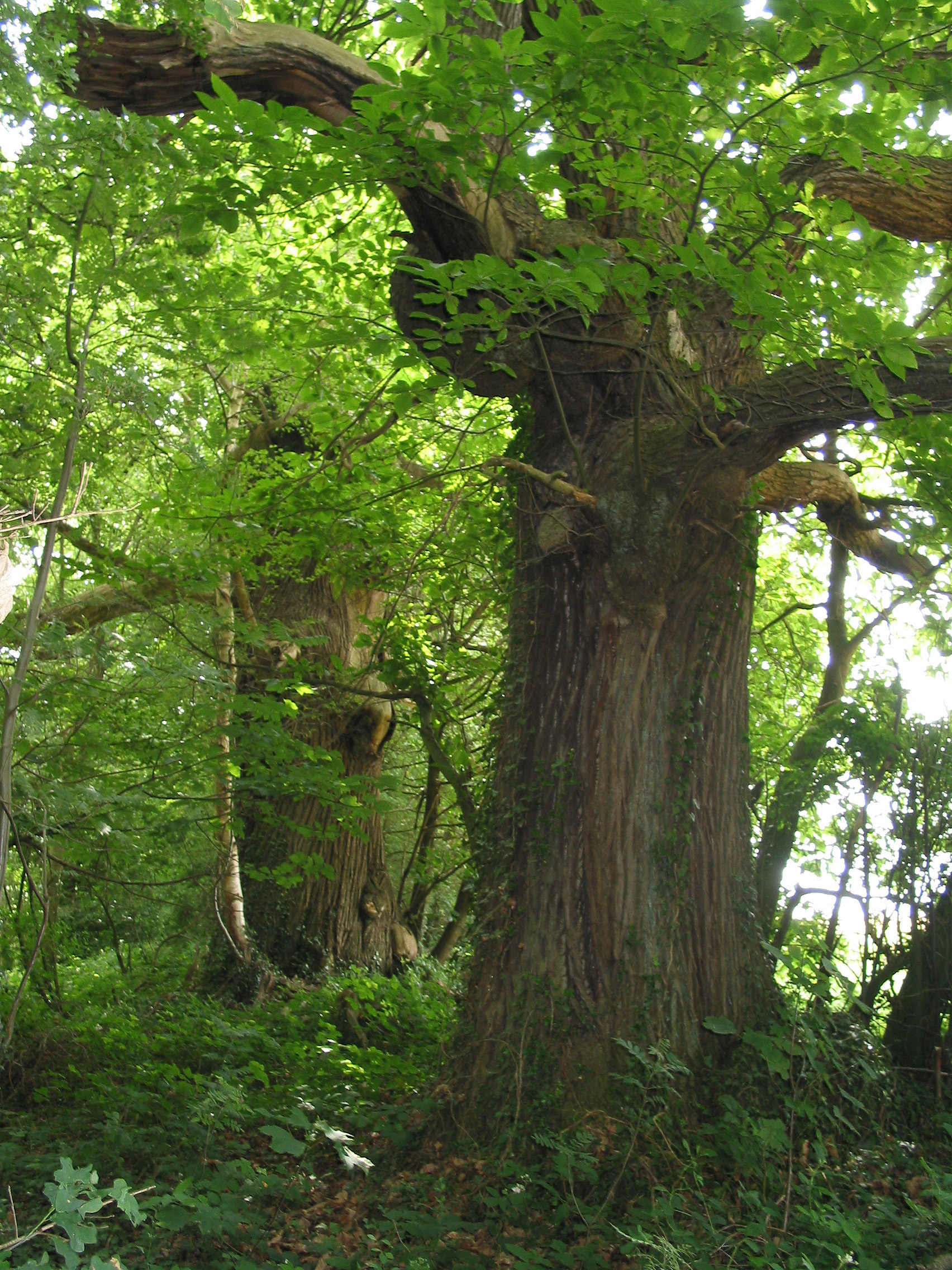
Castanea sativa
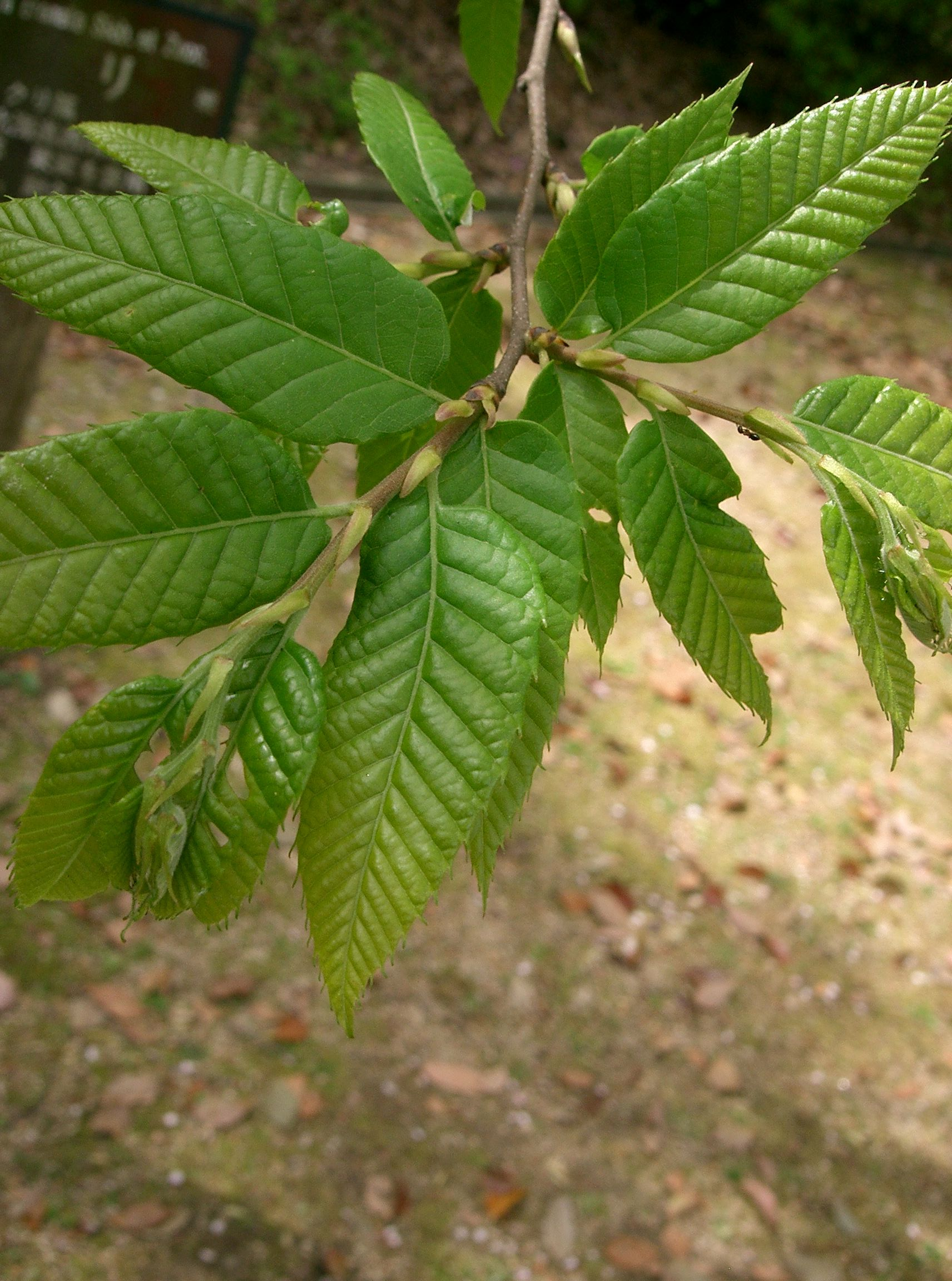
Castanea crenata
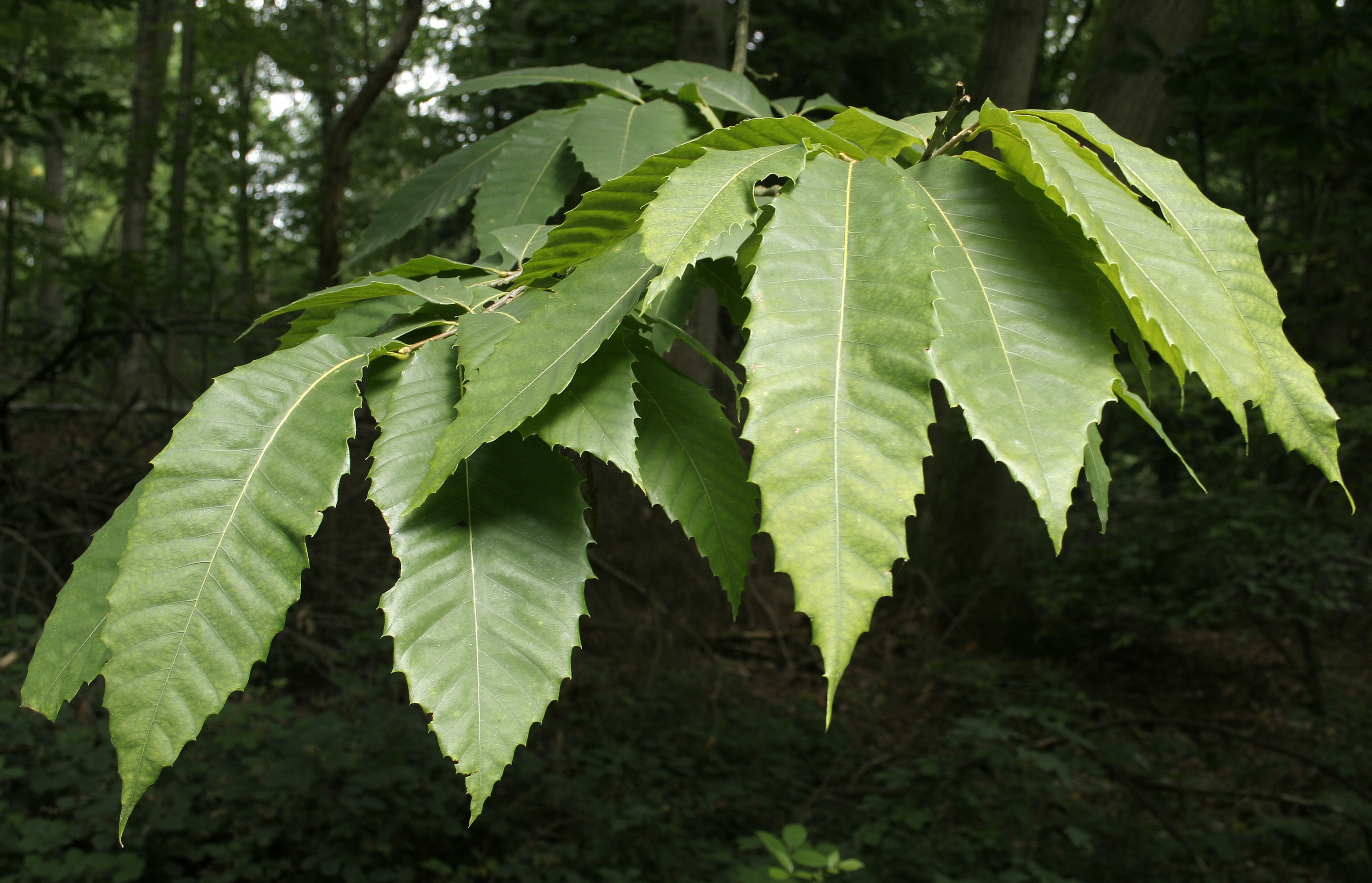
Castanea dentata

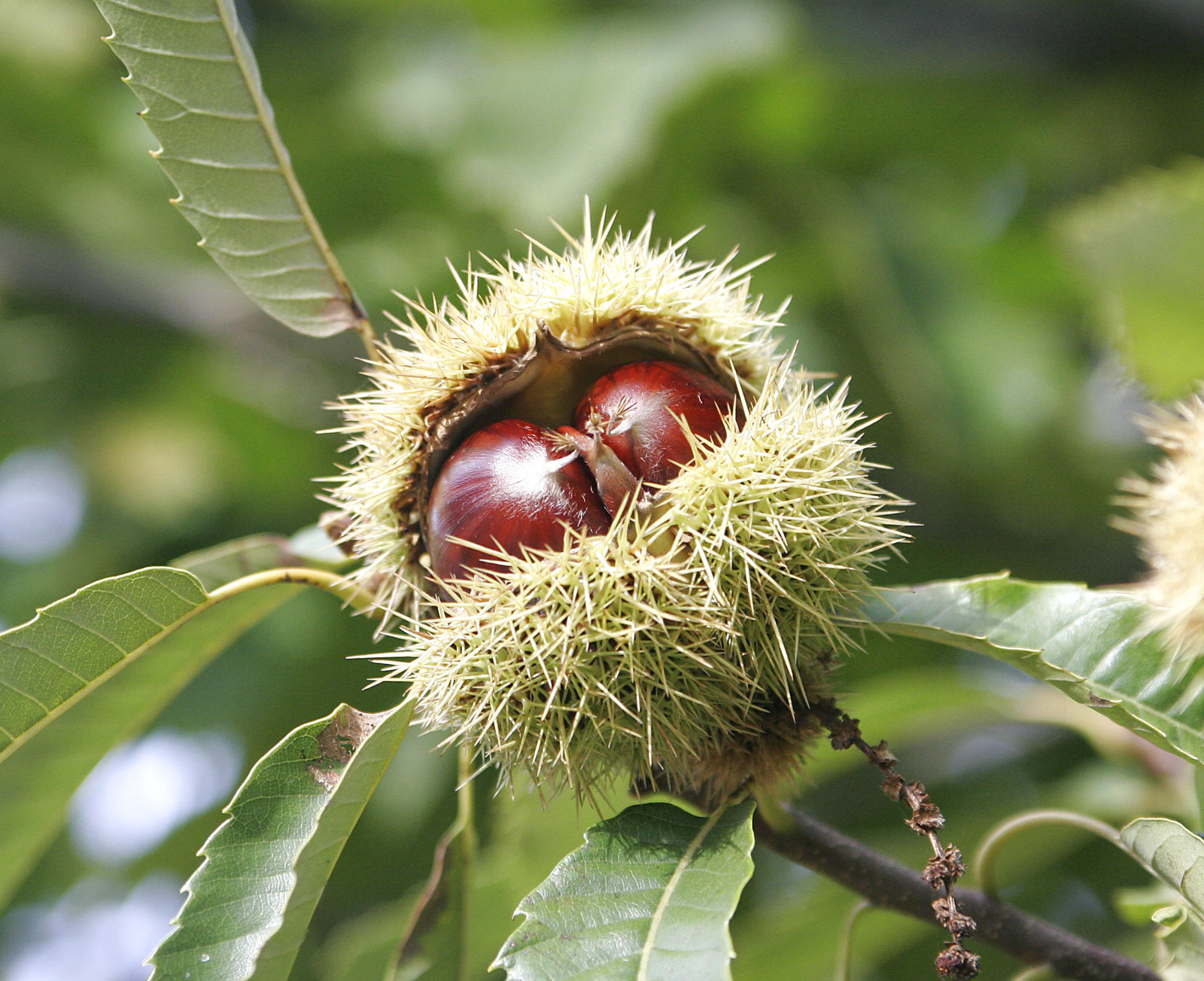
Fruits
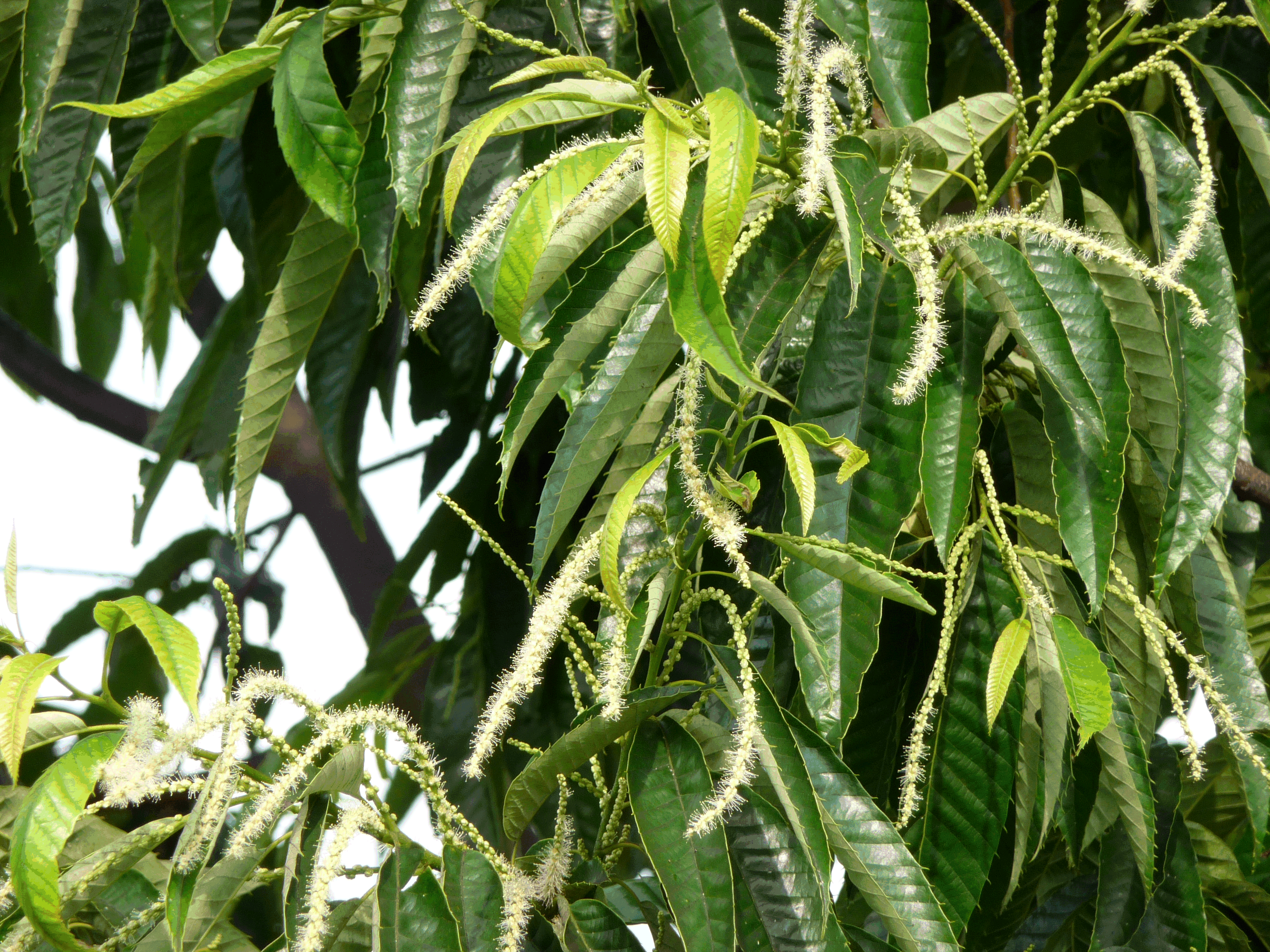
Fruits del castanyer japonès (Castanea crenata)
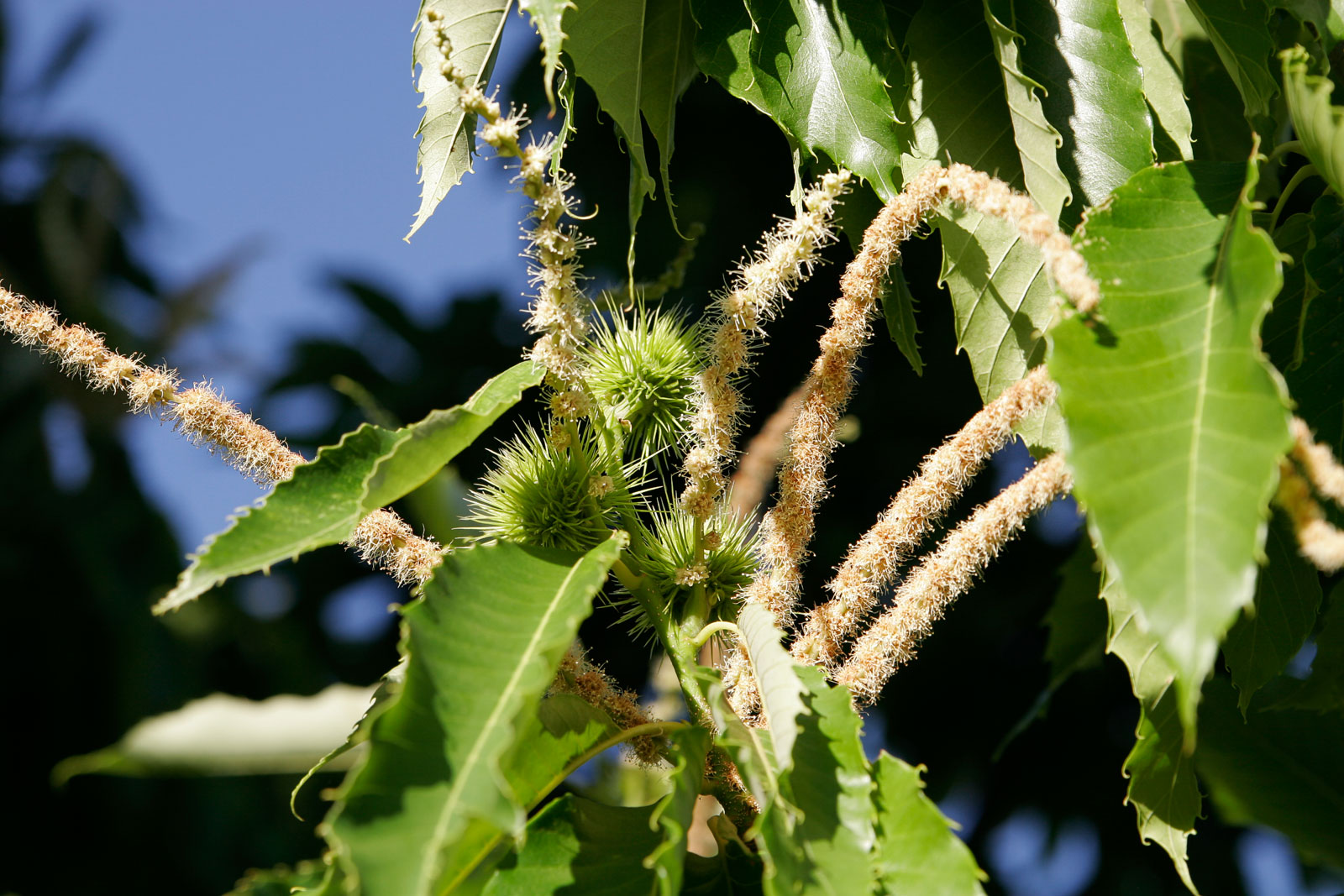
Fruits tendres